# Сухая Алакы
Сухая Алакы (устар. Сухая Алага) — река в России, протекает по территории Ямало-Ненецкого автономного округа. Устье реки находится в 40 км по правому берегу реки Алакы. Длина реки составляет 13 км.

## Данные водного реестра
По данным государственного водного реестра России относится к Нижнеобскому бассейновому округу, водохозяйственный участок реки — Таз. Речной бассейн реки — Таз.
Код объекта в государственном водном реестре — 15050000112115300064201.